# Zarzecze (rejon nowogródzki)
Zarzecze (biał. Зарэчка; ros. Заречка) – wieś na Białorusi, w obwodzie grodzieńskim, w rejonie nowogródzkim, w sielsowiecie Walówka.
W dwudziestoleciu międzywojennym leżało w Polsce, w województwie nowogródzkim, w powiecie nowogródzkim.